# مرگ و خاکسپاری جیمی کارتر
در ۲۹ دسامبر ۲۰۲۴، جیمی کارتر، سی و نهمین رئیس‌جمهور ایالات متحده آمریکا و دریافت کننده جایزه صلح نوبل در سال ۲۰۰۲، در خانه‌اش در پلینز، جورجیا درگذشت. کارتر با ۱۰۰ سال و ۸۹ روز سن کهنسال‌ترین رئیس‌جمهور ایالات متحده در تاریخ و تنها رئیس‌جمهور صدساله این کشور بود.

## واکنش‌ها
رئیس‌جمهور ایالات متحده آمریکا، جو بایدن اظهار داشت که «آمریکا و جهان یک رهبر فوق‌العاده، دولتمرد و انسان دوست را از دست دادند» و رئیس‌جمهور منتخب، دونالد ترامپ گفت که کارتر «هر کاری که در توان داشت برای بهبود زندگی همه آمریکایی‌ها انجام داد.» بایدن در یک سخنرانی در جزایر ویرجین ایالات متحده گفت که کارتر یک «رهبر به یاد ماندنی» خواهد بود. روسای جمهور سابق باراک اوباما، جرج دبلیو بوش و بیل کلینتون و معاون سابق رئیس‌جمهور ال گور یاد جیمی کارتر را گرامی داشتند. سناتور برنی سندرز، که کارتر در طول مبارزات مقدماتی انتخابات ریاست جمهوری حزب دموکرات در سال ۲۰۱۶ به او رای داد، اظهار داشت که «جیمی کارتر، هم به خاطر کارهایی که به عنوان رئیس‌جمهور انجام داد و هم در سال‌های آخرش، به عنوان یک فرد شایسته در خاطره خواهد ماند. مردی صادق و سر به زیر». در سراسر ایالت جورجیا، فرماندار برایان کمپ، سناتور سابق ایالات متحده کلی لوفلر، هیئت کنگره ایالتی و بسیاری دیگر از جمهوری‌خواهان و دموکرات‌ها یاد او را گرامی داشتند.
در سطح بین‌المللی نیز، رئیس‌جمهور برزیل، لوئیس ایناسیو لولا داسیلوا، پادشاه چارلز سوم و نخست‌وزیر بریتانیا، کی‌یر استارمر، رئیس‌جمهور ایتالیا، سرجو ماتارلا، رئیس‌جمهور اسرائیل، اسحاق هرتزوگ، نخست‌وزیر اسرائیل، بنیامین نتانیاهو،رئیس‌جمهور کوبا، میگل دیاز کانل، رئیس‌جمهور مصر، عبدالفتاح السیسی، رئیس‌جمهور فرانسه، امانوئل مکرون، صدراعظم آلمان، اولاف شولتس، نخست‌وزیر مجارستان، ویکتور اوربان، مشاور ارشد بنگلادش، محمد یونس، نخست‌وزیر ژاپن، شیگرو ایشیبا، رئیس‌جمهور پاناما، خوزه رائول مولینو، رئیس‌جمهور اوکراین، ولودیمیر زلنسکی، پاپ فرانسیس، نخست‌وزیر کانادا، جاستین ترودو، نخست‌وزیر هند، نارندرا مودی، رئیس‌جمهور مالدیو، محمد مویزو، نخست‌وزیر استرالیا، آنتونی آلبانیزی، رئیس‌جمهور چین، شی جین‌پینگ، نخست‌وزیر هلند، دیک اسخوف، رئیس شورای اروپا، آنتونیو کوستا، رئیس تشکیلات خودگردان فلسطین، محمود عباس، رئیس‌جمهور فیلیپین، بونگبونگ مارکوس و رئیس‌جمهور تانزانیا سامیه حسن با ارسال پیام‌هایی، درگذشت کارتر را تسلیت گفتند.
برخلاف دیگر واکنش‌ها، صدا و سیمای جمهوری اسلامی ایران خبر مرگ وی را با عنوان «معمار تحریم‌های اقتصادی» علیه ایران پوشش داد. در ۳۰ دسامبر اعضای شورای امنیت سازمان ملل متحد در ابتدای نشست، به احترام کارتر یک دقیقه سکوت کردند.

## عزای عمومی

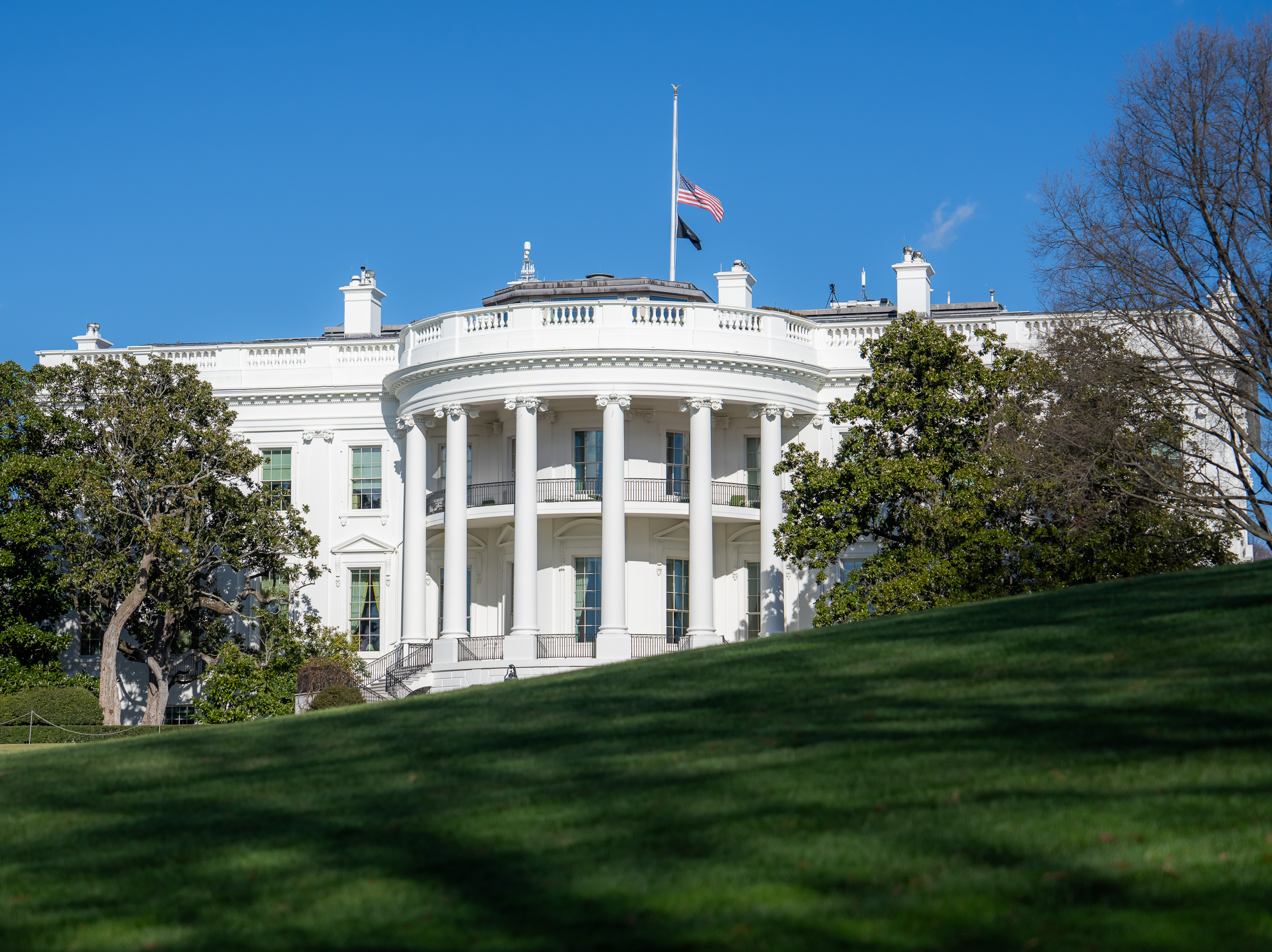
پرچم ایالات متحده بر فراز کاخ سفید در ۳۰ دسامبر ۲۰۲۴ نیمه افراشته بود.

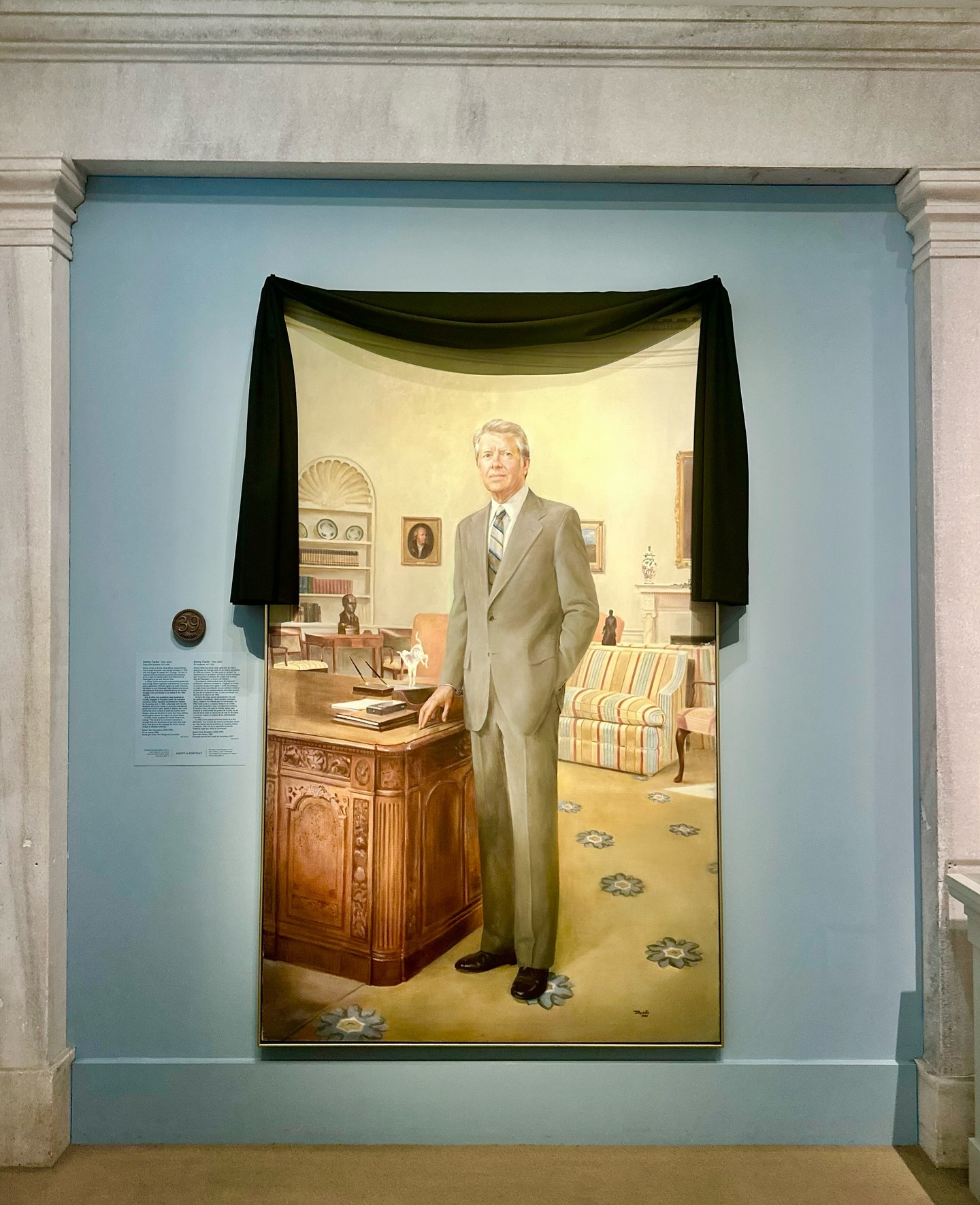
پرتره کارتر در نگارخانه ملی پرتره در حالت سوگواری

جو بایدن دستور داد پرچم‌های ایالات متحده به مدت ۳۰ روز و مطابق با قوانین فدرال، از جمله در مراسم تحلیف رئیس‌جمهور منتخب دونالد ترامپ در ۲۰ ژانویه، به صورت نیمه برافراشته به اهتزاز درآیند. بایدن برای ۹ ژانویه، روز مراسم تشییع جنازه کارتر، عزای عمومی و تعطیلات فدرال اعلام کرد.
پارچه‌های سیاه عزا بر روی پرتره‌های کارتر در مؤسسه اسمیتسونین، کاخ سفید، ساختمان کنگره ایالت جورجیا، پارک ملی تاریخی جیمی کارتر و سایر مکان‌های رسمی قرار داده شد.
نیروهای مسلح ایالات متحده تأسیسات و کشتی‌ها در دریا در فواصل ۳۰ دقیقه‌ای از طلوع تا غروب خورشید در ۳۰ دسامبر، طبق مقررات نظامی پس از مرگ رئیس‌جمهور سابق، رگبارهای توپخانه‌ای مداوم شلیک کردند.
در کلیسای باپتیست ماراناتا در پلینز، جورجیا، جایی که کارتر عضو آن بود، یک مراسم دعا برای یادبود او در تاریخ ۳۰ دسامبر برگزار شد. دریادار مارگارت کیببن، کشیش مجلس نمایندگان ایالات متحده آمریکا، در تاریخ ۳۱ دسامبر مجلس دعا برای کارتر برگزار کرد. کلیسای باپتیست اول شهر واشینگتن، دی.سی. نیز برنامه‌هایی برای برگزاری یک مراسم دعا به یاد کارتر اعلام کرد.
شورای اسقف‌های کلیسای متدیست متحد بیانیه‌ای صادر کرد که کارتر را به‌عنوان یک «مسیحی فداکار که تعالیم عیسی را تجسم می‌کرد» به یاد می‌آورد. رئیس کلیسای عیسی مسیح قدیسان آخرالزمان بیانیه‌ای صادر کرد که در آن آمده بود که کارتر «هشدار نجات‌دهنده را پذیرفته است» و ذکر کرده بود که برای «اینکه خانواده کارتر احساس راحتی و آرامش کنند» دعا خواهد کرد. به نمایندگی از طرف پاپ فرانسیس، پیترو پارولین، اعلام کرد که «پدر مقدس او [کارتر] را به رحمت‌های بی‌پایان خداوند قادر توصیف می‌کند و برای تسلی خاطر همه کسانی که از فقدان او اندوهگین هستند، دعا می‌کند.»

## شرکت کنندگان

### خانواده
- جک کارتر، پسر رئیس‌جمهور سابق
  - جیسون کارتر، نوه رئیس‌جمهور سابق
- جف کارتر، پسر رئیس‌جمهور سابق
- چیپ کارتر، پسر رئیس‌جمهور سابق
- ایمی کارتر، دختر رئیس‌جمهور سابق

### مقامات ایالات متحده
- جو بایدن و جیل بایدن، رئیس‌جمهور و بانوی اول ایالات متحده[۳۸]
- دونالد ترامپ و ملانیا ترامپ، رئیس‌جمهور منتخب و رئیس‌جمهور سابق ایالات متحده، بانوی اول سابق و آینده ایالات متحده[۳۸]
- باراک اوباما، رئیس‌جمهور سابق ایالات متحده[۳۸]
- جرج دابلیو. بوش و لورا بوش، رئیس‌جمهور سابق ایالات متحده و بانوی اول سابق ایالات متحده[۳۸]
- بیل کلینتون و هیلاری کلینتون، رئیس‌جمهور سابق ایالات متحده و بانوی اول سابق ایالات متحده[۳۸]
- کامالا هریس و داگلاس امهاف، معاون رئیس‌جمهور و آقای دوم ایالات متحده[۳۸]
- جی‌دی ونس و اوشا ونس، سناتور از اوهایو و معاون رئیس‌جمهور منتخب ایالات متحده و بانوی دوم آینده ایالات متحده[۳۹]
- مایک پنس و کرن پنس، معاون سابق رئیس‌جمهور ایالات متحده و بانوی دوم سابق ایالات متحده[۴۰]
- ال گور، معاون سابق رئیس‌جمهور ایالات متحده[۴۰]
- دن کویل و مرلین کویل، معاون سابق رئیس‌جمهور ایالات متحده و بانوی دوم سابق ایالات متحده[۴۱]
- جان کری، وزیر امور خارجه سابق ایالات متحده
- جف زینتس، رئیس دفتر رئیس‌جمهور ایالات متحده آمریکا[۴۲]
- جان پدستا، نماینده ویژه رئیس‌جمهوری ایالات متحده در امور اقلیم[۴۳]
- مایک جانسون، رئیس مجلس نمایندگان ایالات متحده و نماینده لوئیزیانا[۴۴]
- جان رابرتس، قاضی ارشد ایالات متحده آمریکا[۴۵]
- ساموئل آلیتو، قاضی دیوان عالی ایالات متحده آمریکا[۴۶]
- سونیا سوتومایور، قاضی دیوان عالی ایالات متحده آمریکا[۴۷]
- الینا کیگن، قاضی دیوان عالی ایالات متحده آمریکا[۴۷]
- ایمی کنی برت، قاضی دیوان عالی ایالات متحده آمریکا[۴۸]
- برت کاوانا، قاضی دیوان عالی ایالات متحده آمریکا[۴۷]
- کتانجی براون جکسن، قاضی دیوان عالی ایالات متحده آمریکا[۴۹]
- رافایل وارناک، سناتور ایالات متحده از جورجیا[۵۰]
- جان آساف، سناتور ایالات متحده از جورجیا[۵۰]

### مقامات خارجی
- جاستین ترودو، نخست‌وزیر کانادا[۵۱]
- خوان مانوئل سانتوس، رئیس‌جمهور سابق کلمبیا[۵۲]
- یوشیهیده سوگا، نخست‌وزیر سابق ژاپن[۵۳][۵۴]
- شاهدخت میبل اورنج-ناسائو (به نمایندگی از ویلم-آلکساندر هلند)[۴۹]
- مارتین توریخوس، رئیس‌جمهور سابق پاناما[۵۵]
- مارسلو ربلو دی سوسا، رئیس‌جمهور پرتغال[۵۶]
- شاهزاده ادوارد، دوک ادینبرو، (به نمایندگی از چارلز سوم)[۵۷]
- گوردون براون، نخست‌وزیر سابق بریتانیا
- آنتونیو گوترش، دبیرکل سازمان ملل متحد[۵۸]